# Chikyū Sentai Fiveman
Chikyū Sentai Fiveman (地球戦隊ファイブマン Chikyū Sentai Faibuman?) (traducido como Escuadrón Terrestre Fiveman) es el título de la 14.ª temporada de la franquicia Super Sentai Series, producida por Toei Company y emitida en TV Asahi del 2 de marzo de 1990 al 8 de febrero de 1991, constando de 48 episodios, siendo la primera serie en la que los miembros del escuadrón son integrantes de una familia. Su título de distribución internacional es Sky Rangers.

## Argumento
En 1970, el Doctor Hoshikawa estaba investigando como transformar el planeta Sedon en un mundo lleno de exuberante verdor, y lo probó intentando hacer crecer flores. En el día que floreció la primera flor, el Imperio Zone lanzó un asalto contra el planeta, y él y su mujer quedaron separados de sus cinco hijos. Arthur G6, el asistente robot del profesor, se llevó a los cinco niños de vuelta a la Tierra y los crio. Veinte años después, los cinco son profesores en la misma escuela. El Imperio Zone se prepara ahora para invadir la Tierra como su objetivo número mil, y mientras comienza el ataque, aparecen tres vehículos que repelen el ataque, y de los que descienden cinco guerreros para enfrentarse a Zone: los hijos de Hoshikawa han estado desarrollando la tecnología Fiveman y han estado entrenándose duro ante la posibilidad de que Zone invadiera la Tierra. Ahora, los cinco hermanos están listos para la batalla como los Fiveman, con el lazo familiar como fuerza.

## Personajes

### Fiveman
Los Fiveman son cinco hermanos de la familia Hoshikawa, tres hermanos y dos hermanas, que se separaron de sus padres durante un ataque repentino de Zone y que fueron enviados en una nave junto a Arthur G6 para que les criara, y para aprender la tecnología Fiveman. Son profesores en la New Town School, y han plantado un jardín de flores Sidon que se trajeron de aquel planeta.
- Gaku Hoshikawa (星川 学 Hoshikawa Gaku?)/Five Red (ファイブレッド Faibu Reddo?): Es el mayor y el líder del equipo con 27 años. Es profesor de ciencias y tiene experiencia en kendo. Tenía 7 años cuando se produjo el ataque. Calmado y responsable, tuvo la tarea de criar a sus cuatro hermanos pequeños junto a Arthur G6, convirtiéndole no solo en el hermano mayor, sino en un líder y una figura paterna. Aunque es un líder confiable, tiene como mayor debilidad lo sobrenatural. Su casco tiene el símbolo de la ciencia en la frente (un átomo), y el visor triangular no tiene franjas, indicando que él es el primer miembro.
- Ken Hoshikawa (星川 健 Hoshikawa Ken?)/Five Blue (ファイブブルー Faibu Burū?): El segundo hermano, de 25 años. Es profesor de Educación física y tiene experiencia en judo. Es el sublíder de los Fiveman. Pone una pasión extrema en todo lo que hace, y confía más en el combate cuerpo a cuerpo que en las armas. Incluso enseñó a uno de sus estudiantes el significado del Coraje derrotando a un enemigo sin transformarse. Tenía 5 años cuando se produjo el ataque. Su casco tiene el símbolo P.E. (libremente basado en el símbolo de la natación) en la frente, y la franja horizontal que divide su visor con forma de diamante en dos indica que es el segundo miembro.
- Fumiya Hoshikawa (星川 文矢 Hoshikawa Fumiya?)/Five Black (ファイブブラック Faibu Burakku?): El cinco nacido, es el varón más joven, y hermano gemelo menor de Remi con 20 años. Es profesor de idioma japonés, y tiene experiencia en karate. Tiene un amplio conocimiento en varios idiomas, incluso alienígenas. A pesar de ello, tiende a ser infantil y temerario. Remi y él solo tenían un año cuando se produjo el ataque, así sufren por no recordar el rostro de sus padres. Su casco tiene un 言語 ( Kengo?) (el kanji de "idioma") en la frente, y dos franjas diagonales que forman una V y que dividen el visor con forma de medio círculo en tres partes, indicando que él es el tercer miembro.
- Kazumi Hoshikawa (星川 数美 Hoshikawa Kazumi?)/Five Pink (ファイブピンク Faibu Pinku?): La tercera nacida, y la hija mayor con 23 años. Es profesora de Matemáticas y tiene experiencia en esgrima. Calmada e inteligente, tiene un cerebro como una computadora con el que puede hacer análisis y cálculos. Tenía 3 años cuando se produjo el ataque, y lo único que recuerda es el miedo, que tuvo que superar para luchar de adulta contra Zone. Protectora y cuidadora, es la figura maternal de Fumiya y Remi. Su casco tiene un símbolo matemático único (la combinación de los signos de sumar, restar, multiplicar y dividir) en la frente, y tres franjas horizontales blancas que dividen el visor con forma de corazón en cuatro partes, indicando que ella es el cuarto miembro.
- Remi Hoshikawa (星川 レミ Hoshikawa Remi?)/Five Yellow (ファイブイエロー Faibu Ierō?): Es la cuarta nacida, la hermana gemela mayor de Fumiya y la cuatro de los Hoshikawa con 20 años. Es profesora de Música, con experiencia en kung-fu. Es un desastre para las tareas domésticas y de limpieza, que deja siempre para Kazumi o Arthur. Tiene un excelente sentido del ritmo y oído musical, y también es bailarina y gimnasta rítmica, lo que aplica en sus batallas. Enseña kung-fu a los niños en su tiempo libre. Su casco tiene una figura musical en la frente, y cuatro franjas horizontales que dividen su visor en forma de pentágono en cinco partes, indicando que ella es el quinto miembro.

### Aliados
- Dr. Hoshikawa (星川博士 Hoshikawa hakase?): Es el padre de los cinco hermanos Hoshikawa que más tarde se convertirían en los Fiveman.
- Midori Hoshikawa (星川 緑 Hoshikawa Midori?): Es la esposa del Dr. Hoshikawa y madre de los Fiveman
- Arthur G6 (アーサーG6 Āsā Jī Shikkusu?): Un robot de apoyo que creó el Doctor Hoshikawa. Fue el que crio en la Tierra a los niños huérfanos, convirtiéndose en lo más cercano a un padre para ellos. Suele ayudar a los Fiveman desde la Magma Base, pero a veces sale volando de ella y se transforma en el Earth Cannon.
- Gunther (グンサー Gunsā?): Conocido como "el furioso robot de la galaxia", Gunther fue cuidado por el Doctor Hoshikawa y su mujer al ser gravemente herido, pero después les robó el Star Carrier. Al llegar a la Tierra al principio luchó contra los Fiveman, pero al final se hizo amigo de Gaku antes de devolverles el Star Carrier y ser convertido en piedra. Un hechizo de Iwakasekigin lo revivió después accidentalmente al estar atrapado junto a Vulgyre. Se sacrifica para salvar a Gaku, redimiéndose de sus errores, revelándole antes de su muerte que sus padres están vivos.

### Arsenal
- V-Changer (Vチェンジャー Bui Chenjā?): El dispositivo de transformación de los Fiveman, que funciona gritando el código de sus nombres, o gritando el nombre del equipo en conjunto. Gaku, Ken y Fumiya tienen V-Changer Braces (pulseras), mientras Kazumi y Remi tienen V-Changer Compacts (collares).
- Five Blaster (ファイブラスター Faiburasutā?): Las armas básicas del equipo, que tienen forma de pistola o de espadas con un V Power Grip (Vパワーグリップ Bui Pawā Gurippu?) extraíble que puede transformar las armas individuales de cada Fiveman.
- V-Sword (Vソード Bui Sōdo?): El arma personal de Five Red, una espada.
- Twin Arrays (ツインアレイ Tsuin Arei?): El arma personal de five Blue, una mancuerna con bordes afilados.
- Power Cutter (パワーカッター Pawā Kattā?): El arma personal de Five Black, un guantelete con cuchillas.
- Cutie Circle (キューティーサークル Kyūtī Sākuru?): El arma personal de Five Pink, una porra.
- Melody Tact (メロディータクト Merodī Takuto?): El arma personal de Five Yellow. un látigo.
- Five Tector (ファイブテクター Faibu Tekutā?): Una armadura que desarrolló Ken que incrementa la fuerza de los cinco.
- Earth Cannon (アースカノン Āsu Kanon?): Un cañón formado a partir de Arthur G6.
- Super Five Ball (スーパーファイブボール Sūpā Faibu Bōru?): Una bomba con forma de pelota que los cinco Fiveman se van pasando mientras va acumulando energía, hasta que al final la patean contra el enemigo.
- Hawk Arrows (ホークアロー Hōku Arō?): Son las cinco motocicletas de los Fiveman, numeradas del 1 al 5. Todas están equipadas con Hawk Cannons.
  - Hawk Arrow 1 (ホークアロー1号 Hōku Arō Ichigō?): La motocicleta de Five Red.
  - Hawk Arrow 2 (ホークアロー2号 Hōku Arō Nigō?): La motocicleta de Five Blue.
  - Hawk Arrow 3 (ホークアロー3号 Hōku Arō Sangō?): La motocicleta de Five Black.
  - Hawk Arrow 4 (ホークアロー4号 Hōku Arō Yongō?): La motocicleta de Five Pink.
  - Hawk Arrow 5 (ホークアロー5号 Hōku Arō Gogō?): La motocicleta de Five Yellow.
- Hover Star II (ホバスター2号 Hobā Sutā Nigō?): Un aerodeslizador que usan los Fiveman, numerado con el 0.

### Mechas
- Five Robo (ファイブロボ Faibu Robo?): Se forma a partir del Sky Alpha, el Carrier Beta y el Land Gamma con el comando "¡Combinación! Triple Joint!" (合体! トリプルジョイント! Gattai! Toripuru Jointo?).  Tiene una combinación alternativa llamada Five Trailer (ファイブトレーラー Faibu Torērā?)
  - Sky Alpha (スカイアルファ Sukai Arufa?): Pilotado por Five Red, se puede transformar en una cabina tractora cuando se está formando el Five Trailer. Tiene como arma los Alpha Lasers. Forma la cabeza y cuerpo de Five Robo.
  - Carrier Beta (キャリアベータ Kyaria Bēta?): Pilotado por Five Black y Five Yellow. Está armado con los misiles Beta. Forma la mayoría de la unidad del Five Trailer, y las piernas de Five Robo.
  - Land Gamma (ランドガンマ Rando Ganma?): Pilotado por Five Blue y Five Pink, tiene los Gamma Cannons como arma. Forma la cola del Five Trailer, y los brazos del Five Robo (azul el derecho y rosa el izquierdo).
- Star Five (スターファイブ Sutā Faibu?): El segundo robot de Fiveman, que se forma a partir de una nave espacial llamada Star Carrier (スターキャリア Sutā Kyaria?).
- Super Five Robo (スーパーファイブロボ Sūpā Faibu Robo?): Es la combinación del Five Robo y el Star Five en un solo robot poderoso. Los dos se combinan con el comando "¡Combinación! Super Brother Joint!" (合体! スーパーブラザージョイント! Gattai! Sūpā Burazā Jointo!?). Es considerablemente más grande que el Five Robo.
- Magma Base (マグマベース Maguma Bēsu?): El centro de mando y residencia de los Hoshikawa. Construido por el Doctor Hoshikawa, lo usaron para viajar a Sidon, y después para escapar de él. Lanza a los otros mechas cuando es necesario, y tiene un potente sistema de defensa con múltiples armas.
- Max Magma (マックスマグマ Makkusu Maguma?): La combinación de Super Five Robo y la Magma Base con el comando "¡Combinación! Max Cross!" (合体! マックスクロス! Gattai! Makkusu Kurosu!?). Está armado con la Max Storm (los cañones de sus hombros). Al ser principalmente una base, este robot no puede caminar.

### Ejército Imperial Galáctico Zone
El Ejército Imperial Galáctico Zone (銀帝軍ゾーン Ginteigun Zōn?) es un ejército alienígena que busca conquistar toda la Vía Láctea y vuela por el universo atacando mundos con sus guerreros galácticos. La Tierra será su planeta número 1000 destruido, y en ese momento Meadow conseguirá la vida eterna. Operan desde su nave Vulgyre, y pueden enviar pequeñas naves de batalla llamadas Vulgols (バルゴール Barugōru?). Usan una moneda que llaman Dolyen (nombre combinación de dólar y yen) que dicen que vale 100 yenes japoneses.
- Nave galáctica Vulgyre (銀河戦艦バルガイヤー Ginga Senkan Barugaiyā?):

Es la auténtica figura antagónica de la serie. Se trata de la propia fortaleza espacial del imperio Zone que revela ser una criatura viviente con conciencia propia la cual busca convertirse en Dios al destruir mil planetas, siendo la tierra su objetivo final para lograr su propósito. Por ello, al destruir un planeta, Vulgyre absorbe la esencia de la muerte, una energía residual que queda tras destruir un planeta junto a su civilización. Con ese objetivo reclutó a los generales de campo para manipularlos bajo la ilusión de la emperatriz galáctica Meadow. 
- Emperatriz Galáctica Meadow (銀河皇帝メドー Gingakōtei Medō?): Es la misteriosa gobernadora de Zone, de piel blanca, melena plateada, labios púrpuras y ojos dorados. Solo se la ve como el rostro de una mujer rodeada por una melena plateada que se proyecta en el cielo. Es extremadamente poderosa, y busca devorar la vida de los planetas. Cuando consiga destruir el número 1000, alcanzará la vida eterna. Más tarde aparecerá en una forma roja, mucho más enfurecidas tras los múltiples fracasos de Zone. Sobre el final de la historia se revela que la emperatriz nunca existió y solo fue una ilusión proyectada por la propia base de los Zone, la nave Vulgyre que revela tener conciencia propia y estar viva.

- Capitán Garoa (ガロア艦長 Garoa-kanchō?): El capitán de Vulgyre, con armadura gris y negra sobre ropas rojas, y armado con una espada. Five Red le hizo una cicatriz de niño, lo que creó una rivalidad entre ellos. Es un experto espadachín, que puede enfrentarse incluso contra los cinco hermanos a la vez, con su técnica especial "Taifū Shaken" (Tifón de espada giratoria). Aunque es un comandante de campo, no suele aparecer en batalla, trasmitiendo a otros las órdenes de Meadow, pero a veces se muestra para complicarle la vida a los Fiveman si las misiones fallan.
- Comandantes Galácticos: Son una especie de triunvirato del imperio, y solo responden ante Garoa, y después ante Chevalier. Son los que sirven como comandantes de campo de Zone.
  - Espadachín Galáctico Billion (銀河剣士ビリオン Ginga Kenshi Birion?): Probablemente el mejor espadachín de la galaxia, tiene el pelo blanco y una armadura blanca sobre una malla azul. Le encanta el licor y las espadas, y es un sádico guerrero zurdo al que le encanta pelear. Cuando encuentra un enemigo mínimamente débil, lo desafía y derrota. Es un rival incansable de Five Red. No dudará en ejecutar un plan, incluso aunque sea a costa de sus aliados. Es calculador y manipulador, y suele usar a los demás para cumplir sus objetivos.
  - Científica Galáctica Doldora (銀河博士ドルドラ Ginga Hakase Dorudora?): Una científica investigadora de armas de Zone, con una armadura con forma de escorpión sobre mallas negras, es más una estratega, aunque también tiene una gran capacidad de combate. Dotada para el disfraz también, incluso engaña una vez a Fumiya disfrazada de niña pequeña. Es mucho menos violenta que Billion y Dongoros, pero no es menos malvada. Prefiere dejar que Zaza, su subordinada, le haga el trabajo sucio, y usa tácticas sutiles y monstruos engañosos, ya que piensa que la inteligencia funciona mejor que la fuerza bruta.
  - Mercader Galáctico Dongoros (銀河商人ドンゴロス Ginga Shōnin Dongorosu?): Un grotesco mercader, bajito y gordo, que le encanta hacer dinero (billetes Dolyen), y que lleva un ábaco. Prefiere la fuerza bruta para hacer su trabajo, pero a veces también usará tácticas sutiles cuando sea necesario, por ejemplo un monstruo de vudú.
- Colmillo Galáctico Zaza (銀河の牙ザザ Ginga no Kiba Zaza?): La fiel subordinada y guardaespaldas de Doldora, lleva una armadura púrpura sobre mallas negras, y nació de un huevo. Doldora la convirtió en cyborg al nacer, y esta le juró fidelidad absoluta. A veces también trabaja con Billion y es rival de Remi. Hace casi todo el trabajo sucio de Doldora y no cuestiona a su señora en absoluto.
- Primer Capitán Chevalier (初代艦長シュバリエ Shodaikanchō Shubarie?): En realidad es el primer capitán de Zone, pero irónicamente es más joven que Garoa, lo que sugiere que fue un niño prodigio. Se había marchado y operaba por su cuenta, hasta que regresó al oír de los problemas de Zone con la Tierra, para el disgusto de Garoa. Al final incluso le quita el puesto de capitán, convirtiéndose en el rival de Five Red. Controla un Gorlin negro. A este autoproclamado "héroe de la galaxia" le encanta escuchar música y tiene una habilidad con la espada que supera a la de Garoa, mostrándose en batalla más que él. Es calculador y sádico, y al mismo tiempo muestra una personalidad "cool" e incluso humorística. Usa tácticas extremadamente peligrosas contra los Fiveman y les hace la vida todavía más miserable.
- Ginga Sentai Gingaman (銀河戦隊ギンガマン Ginga Sentai Gingaman?, Escuadrón Galáctico Gingaman): Un cómico escuadrón diabólico de cinco alienígenas que formó en un principio Doldora como parte de su plan para hipnotizar a la gente. Sin embargo regresaron después para servir a Chevalier.[Notas 2]
  - Baikanian Ginga Red (バイカン星人ギンガレッド Baikan Seijin Ginga Reddo?): Del planeta Baikan.
  - Monomenian Ginga Blue (モノメ星人ギンガブルー Monome Seijin Ginga Burū?): Del planeta Monome.
  - Grachisian Ginga Black (グラチス星人ギンガブラック Gurachisu Seijin Ginga Burakku?): Del planeta Grachis.
  - Fujiminian Ginga Pink (フジミン星人ギンガピンク Fujimin Seijin Ginga Pinku?): Del planeta Fujimin.
  - Gringanian Ginga Yellow (グリンガ星人ギンガイエロー Guringa Seijin Ginga Ierō?): Del planeta Gringa.
- Soldados Batzler (バツラー兵 Batsurā Hei?): Los soldados de campo de Zone, de cabezas naranjas y armados con pinzas de cangrejo, que llevan el emblema de Zone en el pecho, y que también pueden disfrazarse. Su líder es el Ninja Galáctico BatzlaGin (銀河忍者バツラギン Ginga Ninja BatsuraGin?). Su nombre viene de las cruces (en japonés "batsu") de sus cabezas.
- Agrandador de Bestias Gorlin (巨大化獣ゴルリン Kyodaikajū Gorurin?): Un robot alienígena gigante de piel blanca que absorbe y replica a los guerreros derrotados. Sin embargo, si el guerrero ha muerto por completo, no podrá replicarlo.
  - Black Gorlin (黒ゴルリン Kuro Gorurin?): Un Gorlin especial que Chevalier modificó para que le sirviera de robot de batalla. Tiene cañones láser en los hombros y lleva el emblema de Zone en el pecho.

## Episodios
1. Los cinco hermanos guerreros (五兄弟戦士 Go Kyōdai Senshi?)
2. ¡La venganza de papá! La venganza de mamá (父の仇! 母の仇 Chichi no Kataki! Haha no Kataki?)
3. ¡Desafío! El tigre galáctico (挑戦! 銀河の虎 Chōsen! Ginga no Tora?)
4. Emborracha a la Tierra (地球を酔わせろ Chikyū wo Yowasero?)
5. El huevo galáctico huérfano (みなしご銀河卵 Minashigo Ginga Tamago?)
6. Odiando a los que trabajan duro (働き者は嫌いだ Hatarakimono wa Kirai Da?)
7. El estudiante de primaria de 45 m. (45ｍの小学生 Yonjūgo-mētā no Shōgakusei?)
8. ¡Brilla! Un grano de vida (輝け! 一粒の命 Kagayake! Hitotsubu no Inochi?)
9. Aparece Gingaman (登場ギンガマン Tōjō Gingaman?)
10. ¡Chúpame la sangre! (俺の血を吸え! Ore no Chi o Sue!?)
11. La peligrosa caza de tesoros (あぶない宝探し Abunai Takara Sagashi?)
12. La súper transformación de Arthur (アーサー超変型 Āsā Chō Henkei?)
13. Do, Re, Mi, Fight (ドレミファイト Do Re Mi Faito?)
14. El adorable mentiroso (可愛いウソつき Kawaii Usotsuki?)
15. ¡¡Hay dos Reds!! (レッドが二人!! Reddo ga Futari!!?)
16. El héroe hambriento (腹ぺこヒーロー Harapeko Hīrō?)
17. El anuncio de amistad de Fumiya (文矢の交際宣言 Fumiya no Kōsai Sengen?)
18. ¡¡Ahorrando dinero!! (お金貯めます!! O-kane Tamemasu!!?)
19. El robot rojo luchador (赤いけんかロボ Akai Kenka Robo?)
20. El hermano robot ardiente (燃える兄弟ロボ Moeru Kyōdai Robo?)
21. El trío del potro de madera (跳び箱3人組 Tobibako Sannin-gumi?)
22. La brillante juventud elegante (光る美青年 Hikaru Biseinen?)
23. 5 marionetas (5(ファイブ)くん人形 Faibu Kun Ningyō?)
24. El lento ninja tortuga (のろ亀忍者 Noro Kame Ninja?)
25. El Sakurajima de la amistad (友情の桜島 Yūjō no Sakurajima?)
26. La captura de Kyūshū (九州だョン Kyūshū Dayon?)
27. Si te duermes, morirás (眠れば死ぬ Nemureba Shinu?)
28. El coro del inframundo (地獄の合唱(コーラス) Jigoku no Kōrasu?)
29. Fusión vs. Combinación (合身VS合体 Gasshin Tai Gattai?)
30. Black Gorlin (黒ゴルリン Kuro Gorurin?)
31. Madre peligrosa (あぶない母 Abunai Haha?)
32. Gaku muere (学、死す Gaku, Shisu?)
33. El vuelco mortal (必殺裏返し Hissatsu Uragaeshi?)
34. Humanos enlatados (人間カン詰 Ningen Kanzume?)
35. ¡¡El secreto de Gaku!! (学の秘密!! Gaku no Himitsu!!?)
36. La estrategia de los Súper gemelos (双子大作戦 Futago Dai Sakusen?)
37. El cañón humano Human Cannon (人間大砲 Ningen Taihō?)
38. Los falsos hermanos profesores (偽兄弟先生 Nise Kyodai Sensei?)
39. Por favor, ámame (愛を下さい Ai o Kudasai?)
40. La espada del pequeño Majin (少年魔神剣 Shōnen Majin Ken?)
41. Cita terrorífica (恐いデート Kowai Dēto?)
42. El espíritu del Kung-Fu (カンフー魂 Kan Fū Tamashii?)
43. Amor televisivo (テレビの恋 Terebi no Koi?)
44. La batalla del robot retumbante (死闘ロボ戦 Shitō Robo Sen?)
45. Precipitándose en la base enemiga (敵基地突入 Teki Kichi Totsunyū?)
46. La localización de nuestros padres (父母(ちちはは)の行方 Chichi Haha no Yukue?)
47. El cóbijo de la Súper Bestia (超獣大脱皮 Chōjū Dai Dappi?)
48. Partida hacia las estrellas (星への旅立ち Hoshi he no Tabidachi?)

## Reparto
- Gaku Hoshikawa: Toshiya Fuji
- Ken Hoshikawa: Kei Sindachiya
- Fumiya Hoshikawa: Ryōhei Kobayashi
- Kazumi Hoshikawa: Kazuko Miyata
- Remi Hoshikawa: Ryo Narushima
- Doctor Hoshikawa: Kiyotaka Mitsugi
- Midori Hoshikawa: Megumi Ishii
- Arthur G6: Rika Matsumoto
- Gunther: Hideaki Kusaka
- Emperatriz Galáctica Meadow: Chika Matsui
- Capitán Garoa: Takeshi Ishikawa
- Espadachín Galáctico Billion: Shunsaku Kudo
- Científica Galáctica Doldora: Hatsue Nishi
- Mercader Galáctico Dongoros: Takuzō Kamiyama (episodios 1-4), Osamu Katō (episodios 5-48)
- Colmillo Galáctico Zaza: Motoko Watanabe
- Primer Capitán Chevalier: Kihachirō Uemura
- Narración: Eiichi Onoda

## Temas musicales

### Tema de apertura
- Chikyū Sentai Fiveman (地球戦隊ファイブマン Chikyū Sentai Faibuman?)
  - Letra: Masao Urino
  - Música: Yasuo Kosugi
  - Arreglos: Kenji Yamamoto
  - Intérprete: Kenji Suzuki

### Tema de cierre
- Fiveman, Ai no Thema (ファイブマン、愛のテーマ Faibuman, Ai no Tēma?, Fiveman, tema de amor)
  - Letra: Masao Urino
  - Música: Yasuo Kosugi
  - Arreglos: Kazuya Matsushita
  - Intérprete: Kenji Suzuki

## Emisiones internacionales

### Filipinas
La serie se dobló al tagalo y se emitió en ABC 5 (actual TV5) en 1994.

### Francia
Tras emitir tres temporadas de Super Sentai, TF1 emitió los cinco primeros episodios de esta serie, antes de cancelarla por completo.

### Reino Unido
La serie se emitió en Reino Unido a principios de la década de 2000.